# Leptophilypnus
Leptophilypnus is een geslacht van straalvinnige vissen uit de familie van slaapgrondels (Eleotridae).

## Soorten
- Leptophilypnus fluviatilis Meek & Hildebrand, 1916
- Leptophilypnus guatemalensis Thacker & Pezold, 2006
- Leptophilypnus panamensis (Meek & Hildebrand, 1916)